# Austrodecus breviceps
Austrodecus breviceps är en havsspindelart som beskrevs av Gordon, I. 1938. Austrodecus breviceps ingår i släktet Austrodecus och familjen Austrodecidae. Inga underarter finns listade.